# سیارک ۷۴۶۳
سیارک ۷۴۶۳ (به انگلیسی: 7463 Oukawamine، نامگذاری:1985SB) هفت هزار و چهارصد و شصت و سومین سیارک کشف شده است که در ۲۰ سپتامبر ۱۹۸۵ کشف شد.
قدر مطلق سیارک برابر ۱۳٫۱۰ است.